# 트로피카나 프로덕츠
트로피카나 프로덕츠(영어: Tropicana Products는 미국의 음료수 제조 기업으로 1947년 이탈리아계 미국인인 안토니 T. 로이시에 의해 설립된 회사이다. 1998년에 미국의 청량 음료 제조 기업인 펩시에 인수 인계되었다.